# Aldaia
Aldaia település Spanyolországban, Valencia tartományban. Aldaia Alaquàs, Chiva, Quart de Poblet, Torrent és Xirivella községekkel határos. Lakosainak száma 34 035 fő (2024).

## Népesség
A település lakosságának változását az alábbi diagram mutatja:
| Lakosok száma | 24 608 | 26 442 | 28 138 | 29 914 | 30 874 | 31 000 | 31 320 | 31 864 | 32 656 | 34 035 |
|               | 2001   | 2004   | 2007   | 2009   | 2012   | 2014   | 2017   | 2019   | 2022   | 2024   |